# Bart Sibrel
Bart Sibrel (Nashville, 1964) è un regista statunitense, famoso assertore di teorie del complotto.

## Biografia
Ex regista di mediometraggi, sostiene fin dal 2001 che l'uomo non sia mai sbarcato sulla Luna. Ha presentato molti argomenti in favore della sua teoria (realizzando spesso dei documentari di varia durata), sempre smentiti da scienziati ed esperti. Tuttavia egli non ha cambiato opinione e per anni ha inseguito gli astronauti dell'Apollo 11 (Neil Armstrong, Buzz Aldrin e Michael Collins) chiedendo loro di giurare sulla Bibbia il fatto che essi abbiano effettivamente compiuto l'allunaggio. Un giorno, Buzz Aldrin si trovava a Beverly Hills, poiché era stato invitato ad un programma giapponese per ragazzi. Quando uscì dal suo albergo, trovò Sibrel con la Bibbia in mano che gli chiese il famoso giuramento sul testo sacro: al rifiuto di Aldrin, Sibrel gli diede del "ladro, codardo e bugiardo"; nonostante fosse molto più anziano e decisamente più basso, l'ex astronauta gli sfoderò per tutta risposta un pugno in faccia.

## Documentari realizzati
- A Funny Thing Happened on the Way to the Moon (18 gennaio 2001); Durata: 47 minuti
- Astronauts Gone Wild, (14 giugno 2004); Durata: 53 minuti
- Apollo 11 Monkey Business, (9 dicembre 2004); Durata: 108 minuti
- Apollo 11 Post-Flight Press Conference, (9 dicembre 2004); Durata: 83 minuti